# Wotanmasjedong
Wotanmasjedong is een bestuurslaag in het regentschap Mojokerto van de provincie Oost-Java, Indonesië. Wotanmasjedong telt 5155 inwoners (volkstelling 2010).